# NGC 3205
NGC 3205 (другие обозначения — UGC 5585, MCG 7-21-42, ZWG 211.46, PGC 30254) — спиральная галактика без перемычки (тип Sa), находится в созвездии Большой Медведицы на расстоянии около 315 млн световых лет. Открыта Уильямом Гершелем в 1788 году. Обладает ядром типа LINER (то есть в спектре ядра видны эмиссионные линии элементов в низких степенях ионизации).
Этот объект входит в число перечисленных в оригинальной редакции «Нового общего каталога».
Галактика обращена к наблюдателю диском, плоскость которого почти параллельна картинной плоскости. У NGC 3205 яркое ядро и очень тусклые спиральные рукава. Она слегка вытянута в направлении север-юг. На диск к северо-востоку от ядра проецируется тусклая звезда поля; ещё одна, более яркая звезда видна на расстоянии 1,0’ к запад-юго-западу от галактики.
NGC 3205 входит в состав группы галактик NGC 3202. Помимо NGC 3205 в группу также входят NGC 3202 (в 4,5’ к северо-западу) и NGC 3207 (в 2’ к восток-северо-востоку). NGC 3205 является первой по яркости и по размерам галактикой в группе. Весь триплет галактик легко помещается в поле зрения любительского телескопа даже при большом увеличении.
Визуально в любительский телескоп галактика NGC 3205 видна как овальное пятнышко с постепенным увеличением яркости к центру.
Галактика удаляется со скоростью 6901 ± 3 км/с. Диаметр составляет 146 000 световых лет.